# Diora Baird
Pour les articles homonymes, voir Baird.
 (juin 2016).
Si vous disposez d'ouvrages ou d'articles de référence ou si vous connaissez des sites web de qualité traitant du thème abordé ici, merci de compléter l'article en donnant les références utiles à sa vérifiabilité et en les liant à la section « Notes et références ».
Diora Baird est une actrice et mannequin américaine, née le 6 avril 1983 à Miami (États-Unis).

## Biographie
Baird est né à Miami, en Floride d'une mère mannequin. Elle s'est lancée dans le théâtre lorsque cette dernière l'a inscrite dans un cours de théâtre pour l'aider à surmonter l'introversion. Plus tard, elle est devenue vice-présidente de la Thespian Society de son école. 
À l'âge de 17 ans, elle déménagea à Los Angeles dans l'espoir de poursuivre une carrière d'actrice. Pour gagner de l'argent tout en auditionnant, elle a travaillé chez The Gap ainsi que comme clown lors des fêtes d'enfants, traiteur, serveuse et enseignante, jusqu'à son entrée dans l'industrie du mannequinat, notamment avec l'agence Guess. Son exposition augmenta considérablement avec une apparition dans la couverture du numéro d'août 2005 du magazine Playboy. Elle signa ensuite pour l'agence Elite à Miami. 
Outre Playboy, elle posa également pour les magazines FHM, Esquire et fut élue en 2007 par le magazine Maximal comme étant la 76e plus belle femme du monde.

## Vie personnelle
Diora Baird a été marié à l'acteur Jonathan Togo de 2013 à 2016 ; elle a eu un enfant. En 2017, Baird a révélé qu'elle sortait avec la comédienne Mav Viola. L'actrice a notamment déclaré au magazine The Advocate qu'après des années à se supposer asexuelle, elle s'identifie comme lesbienne. Le 29 décembre 2017, Baird a annoncé qu'elle et Viola étaient fiancées. À partir de 2020, Baird est en couple avec l'esthéticien Daryn Herzfeld.

## Filmographie

### Cinéma
- 2005 : Serial Noceurs (Wedding Crashers) de David Dobkin : Vivian
- 2006 : Hot Tamale de Michael Damian : Tuesday Blackwell
- 2006 : Bachelor Party Vegas (vidéo) de Eric Bernt : Penelope
- 2006 : Fifty Pills de Theo Avgerinos : Tiffany
- 2006 : Massacre à la tronçonneuse : Le Commencement (The Texas Chainsaw Massacre: The Beginning) de Jonathan Liebesman : Bailey
- 2006 : Admis à tous prix (Accepted) de Steve Pink : Kiki
- 2007 : Brain Blockers (vidéo) de Lincoln Kupchak : Suzi Klein
- 2007 : Jeunes adultes qui baisent (Young People Fucking) de Martin Gero : Jamie
- 2008 : South of Heaven de Jonathan Vara : Lily
- 2008 : La Copine de mon Meilleur Ami (My Best Friend's Girl) de Howard Deutch : Rachel
- 2009 : Night of the Demons de Adam Gierasch : Lily Thompson
- 2009 : Star Trek de J. J. Abrams : Green Girl (scène coupée)
- 2009 : Stan Helsing de Bo Zenga : Nadine
- 2010 : Let the Game Begin de Amit Gupta : Kate
- 2010 : Quit de Dick Rude : Danielle
- 2010 : 30 jours de nuit : Jours sombres (30 Days of Night: Dark Days) de Ben Ketai : Amber
- 2010 : Dry Run de Aram Boyrazian : Laurie
- 2011 : Howlin' for You (en) (vidéo musicale) par The Black Keys
- 2012 : Transit d'Antonio Negret : Arielle
- 2012 : Last Call : Janine
- 2013 : Riddle : Amber Richards
- 2021 : Le Virtuose (The Virtuoso) de Nick Stagliano : la petite amie de Johnnie

### Courts-métrages
- 2004 : Deep Down in Florida de Sam Esmail : Maren
- 2005 : First Kiss de Tracy Michele Tabb : Billie
- 2005 : Fiasco de Pascal Grapard : Tiffy
- 2005 : If Love Be Blind de Will McFadden : Isabel
- 2007 : Day 73 with Sarah de Brent Hanley : Foxy
- 2011 : The Sexy Dark Ages de Alex Fernie : Isolde
- 2011 : The History of American Movies 1974-2004 de Nick Ebeling
- 2011 : The Black Keys: Howlin' for You de Chris Marrs Piliero : Kelsopher
- 2012 : Shit People Don't Say in LA d'Eric Leiderman & David Spade

### Télévision

#### Séries télévisées
- 2004 : Le Drew Carey Show (saison 9, épisode 4 : Drew Thinks Inside The Box) : Valerie
- 2006-2007 : Big Day (saison 1, épisodes 7, 10 & 12) : Kristin
- 2007 : Shark (saison 1, épisode 20) : Nina Lange
- 2007 : The Loop (saison 2, épisodes 1 & 2) : Cara
- 2008 : Mon oncle Charlie (saison 6, épisode 16) : Wanda
- 2009 : Robot Chicken (série animée) : plusieurs voix
- 2009 : La nouvelle vie de Gary (saison 2, épisode 4) : Redhead
- 2010 : New York, unité spéciale (saison 11, épisode 16) : Lainie McCallum
- 2012 : Psych : Enquêteur malgré lui (saison 6, épisode 8) : Nicole
- 2012 : Bent (mini-série - épisodes 2) : Natalie
- 2012-2013 : Shameless (épisodes 2x08, 2x10, 3x01 & 3x02) : Meg
- 2014 : Franklin & Bash (saison 4, épisode 6) : Cindy Maloney
- 2014 : Newsreaders (saison 2, épisode 7) : Ashley / Jennifer
- 2015 : Casual (saison 1, épisode 3) : April
- 2016 : Telenovela (saison 1, épisode 10) : Maria Wilson
- 2016 : Angel from Hell (saison 1, épisodes 4, 9 & 13) : Brandi
- 2018-2019 : Cobra Kai (épisodes 1x04, 1x05, 2x02 & 2x09) : Shannon

#### Téléfilms
- 2011 : Thunderballs de Andy Tennant
- 2013 : Concrete Blondes de Nicholas Kalikow : Sammi Lovett
- 2014 : Beautiful Girl de Steve Long : Odessa
- 2015 : Cocked de Jordan Vogt-Roberts : Aubrey
- 2018 : En danger dans sa famille (Hidden Family Secrets) de Sam Irvin : Melanie
- 2019 : La sœur disparue (The Missing Sister) de Craig Goldstein : Collette
- 2020 : Un assassin dans ma famille (DNA Killer) de Lisa France : April